# Carl von Seyffertitz
Carl von Seyffertitz, celým jménem Carl Maria Josef Leopold von Seyffertitz (17. února 1825 Siebeneich – 12. června 1900 Bregenz), byl rakouský politik z Vorarlberska, v 2. polovině 19. století poslanec Říšské rady.

## Biografie
Pocházel ze starého šlechtického rodu, který byl roku 1711 přijat do svazku říšské šlechty. Narodil se v Tyrolsku. Jeho otec byl hejtmanem v císařské armádě. Ve věku sedmi let přišel Carl o otce, ale i tak získal kvalitní výchovu a vzdělání. Od roku 1843 studoval na Innsbrucké univerzitě. Roku 1851 nastoupil jako praktikant do státních služeb a působil na krajském úřadu v Bregenzu, po jehož rozpuštění roku 1860 vystoupil ze státní služby.
V roce 1864 byl zvolen na Vorarlberský zemský sněm za kurii obchodních komor. Byl rovněž členem zemského výboru a náměstkem zemského hejtmana. V lednu 1867 mandát na zemském sněmu obhájil. V zemském sněmu zasedal do roku 1868. Roku 1867 na sněmu navrhl zavedení tajné volby starostů, přičemž téhož roku se sám stal starostou Bregenzu. Ve funkci starosty roku 1869 prosadil založení nemocnice Valduna. Roku 1870 byl do starostenského úřadu opětovně zvolen, po několika dnech ale nečekaně z postu odstoupil.
Zemský sněm ho 23. února 1867 delegoval i do Říšské rady. Na mandát ve vídeňském parlamentu rezignoval v roce 1868. Stranicky se profiloval jako německý liberál (takzvaná Ústavní strana, liberálně a centralisticky orientovaná). V Říšské radě vystupoval pro zrušení konkordátu, uzavřeného roku 1855 mezi Rakouskem a Svatým stolcem. Kvůli tomu čelil značné kritice ze strany katolických konzervativců.
Od roku 1860 zastával vedoucí posty v Muzejním spolku pro Vorarlbersko. Byl náměstkem předsedy spolku. Působil rovněž jako korespondent Říšského geologického ústavu a po odchodu z politiky se věnoval vědecké práci v oboru geologie, meteorologie. V roce 1870 mu město Bregenz udělilo čestné občanství.
Jeho bratr Gebhard Seyffertitz byl rovněž politikem.